# ليبرون جيمس
ليبرون ريمون جيمس الأب (بالإنجليزية: LeBron Raymone James Sr) (مواليد 30 ديسمبر 1984) هو لاعب كرة سلة أمريكي محترف، يلعب للوس أنجلوس ليكرز من الرابطة الوطنية لكرة السلة (NBA). الملقب بـ «الملك جيمس» (King James)، يُعتبر على نطاق واسع أحد أعظم اللاعبين في تاريخ الدوري الأمريكي للمحترفين وكثيراً ما يُقارن بمايكل جوردان في المناقشات حول أعظم لاعب كرة سلة على الإطلاق. اللاعب الوحيد الذي فاز ببطولات الدوري الأمريكي للمحترفين مع ثلاث فرق مختلفة (كليفلاند كافالييرز، ميامي هيت، وليكرز) بصفته أفضل لاعب في نهائيات الدوري الأمريكي للمحترفين، وقد تنافس جيمس في عشر نهائيات من الدوري الأمريكي للمحترفين، ثمانية منهم متتالية مع هيت وكافالييرز من 2011 إلى 2018. تشمل إنجازاته أربع بطولات إن بي أي، وأربع جوائز إن بي أي اللاعب الأكثر قيمة، وأربع جوائز اللاعب الأكثر قيمة في نهائيات إن بي أي، وثلاث ميداليات ذهبية أولمبية. خلال مسيرته المهنية التي استمرت 18 عامًا، يحمل جيمس الرقم القياسي في عدد نقاط التصفيات، ويحتل المركز الثاني في عدد النقاط على الإطلاق، والثامن في تمريراته المهنية. تم اختيار جيمس في فريق أول-إن بي أي وهو رقم قياسي 17 مرة (مع سجل من 13 اختيارًا للفريق الأول و 11 اختيارًا متتاليًا للفريق الأول، يتم مشاركة الأخير مع كارل مالون)، وصل إلى فريق إن بي أي أول-ديفنسيف فيرست تيم (الفريق الدفاعي) خمسة مرات، وحصل على لقب أول-ستار 17 مرة، بما في ذلك ثلاث اختيارات من أول-ستار إم في بي. في عام 2021، تم اختياره لفريق إن بي أي فريق الذكرى 75.
لعب جيمس كرة السلة لنادي ساينت فنسنت ساينت مدرسة ماري الثانوية في مسقط رأسه في أكرون، أوهايو، حيث تم ترشيحه بشدة من قبل وسائل الإعلام الوطنية باعتباره نجم الدوري الأمريكي للمحترفين في المستقبل. من الثانوية إلى المحترفين، تم اختياره من قبل كليفلاند مع أول دفعة إجمالية لمشروع الدوري الأمريكي للمحترفين 2003. حصل على جائزة صاعد السنة لموسم 2003–04، وسرعان ما أسس نفسه كأحد أفضل لاعبي الدوري، وفاز بجائزة إن بي أي اللاعب الأكثر قيمة في عامي 2009 و 2010. بعد فشله في الفوز ببطولة مع كليفلاند، غادر جيمس في 2010 للتوقيع كلاعب حر مع ميامي. تم الإعلان عن هذه الخطوة في إي إس بي إن بعنوان خاص، القرار، وهي واحدة من أكثر قرارات الوكيل المجاني إثارة للجدل في تاريخ الرياضة. فاز جيمس بأول بطولتين له في الدوري الأمريكي للمحترفين أثناء لعبه مع فريق هيت في عامي 2012 و2013؛ في كلا هذين العامين، حصل أيضًا على أفضل لاعب في الدوري والنهائيات. بعد موسمه الرابع مع فريق هيت في عام 2014، انسحب جيمس من عقده للتعاقد مع فريق كافالييرز. في عام 2016، قاد فريق كافالييرز للفوز على غولدن ستايت ووريورز في نهائيات الدوري الأمريكي للمحترفين من خلال العودة من تأخر 3-1، وتقديم أول بطولة للفريق وإنهاء الجفاف الذي حققه كليفلاند لمدة 52 عامًا. في عام 2018، مارس جيمس خيار عقده لمغادرة كافالييرز ووقع عقدًا مع ليكرز، حيث فاز ببطولة 2020 وحصل على جائزة أفضل لاعب في النهائيات للمرة الرابعة. في عام 2021، أصبح جيمس أول لاعب في تاريخ الدوري الأمريكي للمحترفين يجمع مليار دولار من الأرباح كلاعب نشط. في 7 فبراير 2023، أصبح جيمس أفضل هدّاف في تاريخ دوري كرة السلة الأمريكي للمحترفين، بعد أن نجح في تحطيم رقم كريم عبد الجبار الذي تم تحقيقه قبل 39 عاماً. في مارس 2024 ، أصبح جيمس الهداف التاريخي لدوري السلة الأميركي للمحترفين بتخطيه حاجز الأربعين ألف نقطة.
خارج الملعب، جمع جيمس المزيد من الثروة والشهرة من العديد من عقود المصادقة. ظهر في الكتب والأفلام الوثائقية (بما في ذلك الفوز بجائزتي سبورتس إيمي كمنتج تنفيذي) والإعلانات التلفزيونية. وقد استضاف جوائز إي إس بي واي وساترداي نايت لايف وفاز بـ 19 جائزة إي إس بي واي بنفسه. كما ظهر في أفلام مثل ترينريك و سبيس جام: أي نيو ليغاسي. جيمس هو المالك الجزئي لنادي ليفربول منذ عام 2011، حيث فاز النادي بدوري أبطال أوروبا 2018–2019 والدوري الإنجليزي الممتاز 2019–2020. بعد أن أصبح أكثر انخراطًا في الأنشطة الخيرية في وقت لاحق من حياته المهنية، ساعدت منظمة جيمس الخيرية، مؤسسة عائلة ليبرون جيمس (LeBron James Family Foundation)، في فتح مدرسة ابتدائية ومجمع سكني ومركز مجتمعي/ساحة بيع بالتجزئة في مسقط رأسه أكرون.

## النشأة
ولد جيمس في 30 ديسمبر 1984 في أكرون بولاية أوهايو لوالدته جلوريا ماري جيمس التي كانت تبلغ من العمر 16 عامًا وقت ولادته.:22 لدى والده أنتوني مكليلاند سجل إجرامي واسع ولم يشارك في حياته. عندما كان جيمس يكبر، كانت الحياة في كثير من الأحيان صراعًا من أجل العائلة، حيث انتقلوا من شقة إلى أخرى في أحياء أكرون المزدحمة بينما كانت جلوريا تكافح للعثور على عمل ثابت. إدراكًا منها أن ابنها سيكون أفضل حالًا في بيئة أسرية أكثر استقرارًا، سمحت له جلوريا بالانتقال إلى عائلة فرانك ووكر، مدرب كرة القدم المحلي للشباب الذي قدم جيمس إلى كرة السلة عندما كان في التاسعة من عمره.:23
بدأ جيمس بلعب كرة السلة المنظمة في الصف الخامس. لعب لاحقًا كرة السلة في اتحاد الرياضيين الهواة (AAU) لصالح فريق نورث-ايست أوهايو شوتينغ ستارز (Northeast Ohio Shooting Stars). تمتع الفريق بالنجاح على المستويين المحلي والوطني، بقيادة جيمس وأصدقائه سيان كوتون ودرو جويس الثالث وويلي ماكجي.:24 أطلقت المجموعة على أنفسهم لقب «فاب فور» ووعدوا بعضهم البعض بأنهم سيحضرون المدرسة الثانوية معًا.:27 في خطوة أثارت الجدل المحلي، اختاروا حضور ساينت فنسنت ساينت مدرسة ماري الثانوية، وهي مدرسة كاثوليكية خاصة بها طلاب في الغالب من البيض.

## مسيرة المنتخب الوطني

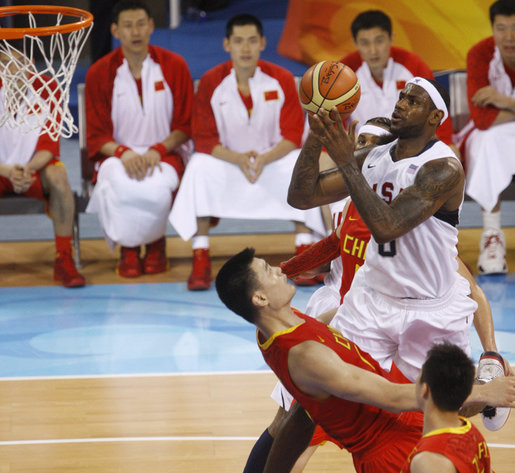
جيمس يحاول التسديد فوق الصيني ياو مينج في دورة الالعاب الاولمبية الصيفية لعام 2008

ظهر جيمس لأول مرة مع المنتخب الوطني للولايات المتحدة في أولمبياد 2004 في أثينا، اليونان. قضى معظم المباريات على مقاعد البدلاء، بمتوسط 14.6 دقيقة لكل مباراة مع 5.8 نقطة و 2.6 كرة مرتدة لكل مباراة في ثماني مباريات. أنهى فريق الولايات المتحدة الأمريكية المنافسة بميدالية برونزية، ليصبح أول فريق كرة سلة أمريكي يعود إلى الوطن بدون ميدالية ذهبية منذ إضافة لاعبي إن بي أي النشطين إلى تشكيلة الفريق. شعر جيمس أن وقته المحدود في اللعب كان «ضوءًا منخفضًا» واعتقد أنه لم يتم منحه «فرصة عادلة للعب»؛ وصف الكاتب أدريان ووجناروفسكي موقفه خلال الألعاب الأولمبية بأنه «غير محترم».
في بطولة العالم لكرة السلة لعام 2006 في اليابان، لعب جيمس دورًا أكبر لفريق الولايات المتحدة الأمريكية، بمتوسط 13.9 نقطة و 4.8 كرات مرتدة و 4.1 تمريرات حاسمة في كل مباراة كقائد مساعد. أنهى الفريق البطولة برقم قياسي 8-1، وفاز بميدالية برونزية أخرى. تم التشكيك في سلوك جيمس مرة أخرى، هذه المرة من قبل زميله في الفريق بروس بوين، الذي واجه جيمس أثناء الاختبارات فيما يتعلق بمعاملته للموظفين.

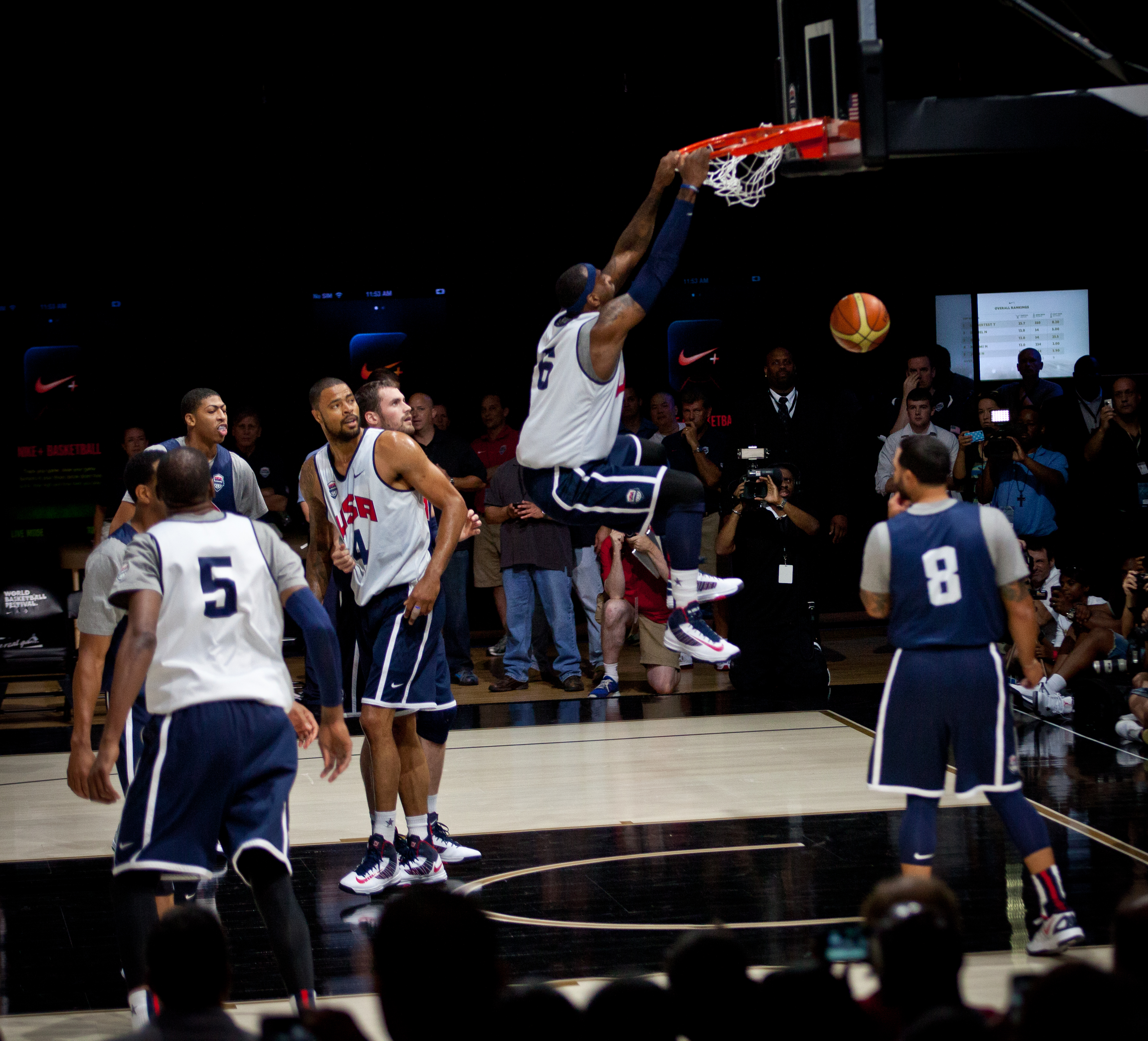
جيمس يسجل بطريقة "الدنك" في لعبة معرض فريق الولايات المتحدة الأمريكية لعام 2012

قبل تسمية جيمس للمنتخب الأولمبي لعام 2008، أعطى المدير الإداري لفريق الولايات المتحدة الأمريكية جيري كولانجيلو والمدرب مايك كرزيزيفسكي إنذارًا لجيمس لتحسين موقفه، واستجاب لنصائحهم. في بطولة الأمريكتين لكرة السلة لعام 2007، بلغ متوسطه 18.1 نقطة و 3.6 ريباوند و 4.7 تمريرات حاسمة في كل مباراة، بما في ذلك أداء من 31 نقطة ضد الأرجنتين في مباراة البطولة، وهو أكبر أداء من أي وقت مضى لأمريكي في تصفيات أولمبية. ذهب فريق الولايات المتحدة الأمريكية 10-0، وحصل على الميدالية الذهبية وتأهل لأولمبياد 2008 في بكين، الصين. أرجع جيمس الفضل إلى موقف الفريق وخبرته في تحسينهم، قائلاً: «لا أعتقد أننا فهمنا ما يعنيه ارتداء الزي الرسمي للولايات المتحدة الأمريكية وجميع الأشخاص الذين كنا نمثلهم في عام 2004. نحن نعرف ذلك بالتأكيد الآن». في الألعاب الأولمبية، لم يُهزم فريق الولايات المتحدة الأمريكية، وفاز بأول ميدالية ذهبية منذ عام 2000. في المباراة الأخيرة، أدّى جيمس 14 نقطة و 6 متابعات و 3 تمريرات حاسمة ضد إسبانيا.
لم يلعب جيمس في بطولة العالم لكرة السلة لعام 2010 ولكنه عاد للانضمام إلى فريق الولايات المتحدة الأمريكية في أولمبياد 2012 في لندن، إنجلترا. أصبح قائد الفريق، مع تنحى براينت، الذي سيبلغ من العمر 34 عامًا قريبًا. قام جيمس بتسهيل الهجوم من القائم والمحيط، ودعا المجموعات الدفاعية، وقدم التهديف عند الحاجة. خلال مباراة ضد أستراليا، سجل أول ثلاثية ثلاثية في تاريخ كرة السلة الأولمبية الأمريكية برصيد 11 نقطة و 14 كرة مرتدة و 12 تمريرة حاسمة. واصل فريق الولايات المتحدة الأمريكية الفوز بميداليته الذهبية الثانية على التوالي، وهزم إسبانيا مرة أخرى في المباراة النهائية. ساهم جيمس بـ19 نقطة في الفوز، ليصبح أفضل هداف في تاريخ كرة السلة للرجال في الولايات المتحدة. انضم أيضًا إلى مايكل جوردان باعتباره اللاعب الوحيد الذي فاز بجائزة إن بي أي اللاعب الأكثر قيمة، بطولة إن بي أي، واللاعب الأكثر قيمة في نهائيات إن بي أي، والميدالية الذهبية الأولمبية في نفس العام. بعد ذلك، قال مايكل كرزيزسكي أن جيمس «هو أفضل لاعب، إنه أفضل قائد وهو ذكي مثل أي شخص يلعب اللعبة الآن.»

## الملف الشخصي للاعب
طوله 6 قدم 9 بوصة (2.06 م) ووزنه 250 رطل (113 كـغ)، لعب جيمس معظم حياته المهنية في المواقع الصغيرة للأمام والمهاجم ولكن تم وضعه أيضًا في المواقع الأخرى عند الضرورة. أسلوبه في اللعب، وهو رياضي وتنوعي، وضعت مقارنات في قاعة فمرس أوسكار روبرتسون، ماجيك جونسون، ومايكل جوردان. خلال موسم 2020–21، بلغ متوسطات مسيرة جيمس المهنية 27.0 نقطة و 7.4 كرات مرتدة و 7.4 تمريرات حاسمة و 1.6 خطف كرات و 0.7 حجب كرة لكل لعبة. منذ عام 2011، تم تصنيفه كأفضل لاعب في الدوري الأمريكي للمحترفين من قبل إي إس بي إن وسبورتس إلوستريتيد.

### هجوم

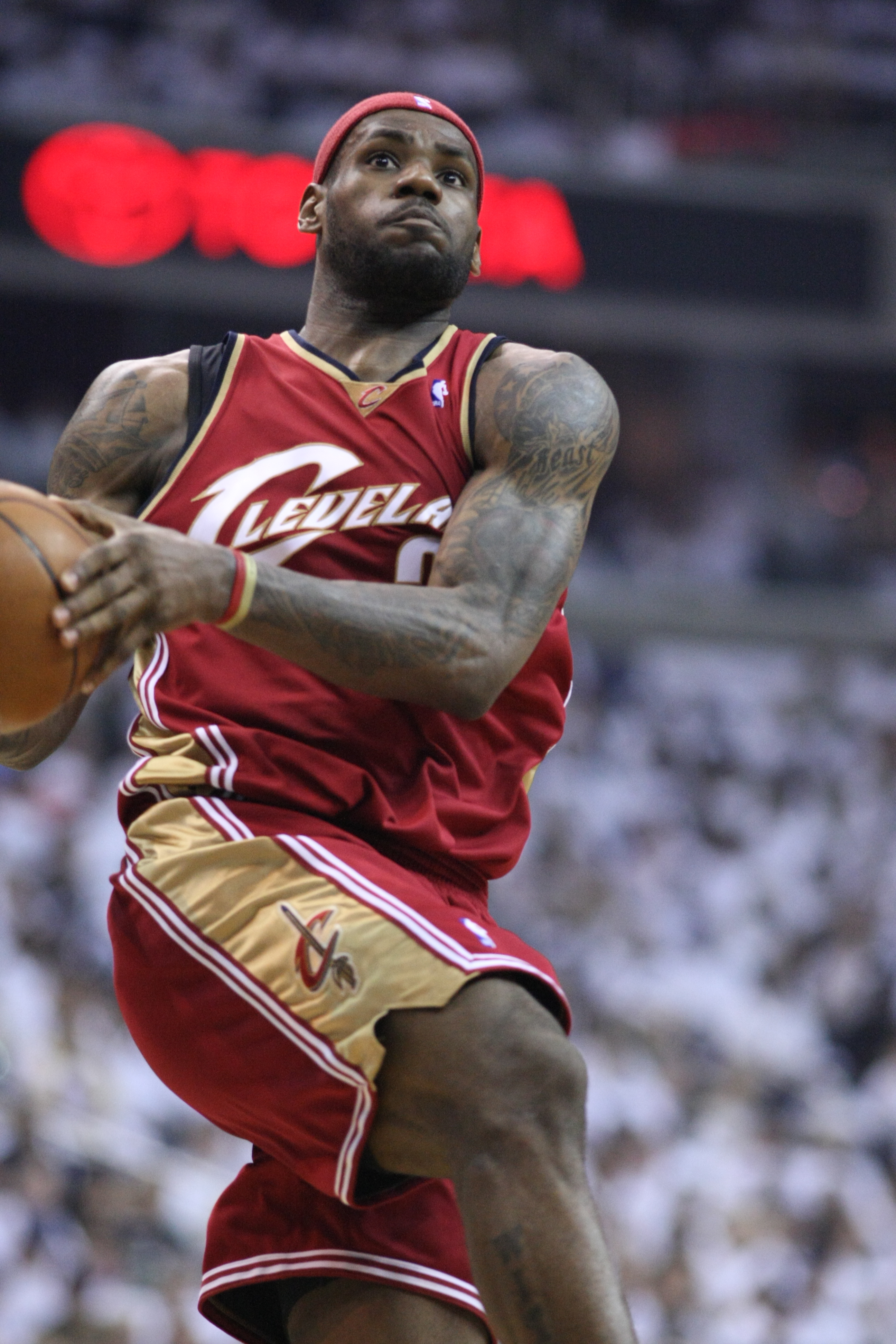
يتوجه جيمس إلى السلة في مارس 2008. لاعب مُنهي، قاد الدوري الأمريكي للمحترفين في التهديف ونسبة التسديد على الحافة في 2013.

بصفته مبتدئًا يبلغ من العمر 18 عامًا، قاد جيمس فريق كافالييرز في التهديف. يحمل العديد من الفروق «الأصغر في»، بما في ذلك كونه أصغر لاعب يسجل 30 ألف نقطة في حياته المهنية. خلال الفترة الأولى التي قضاها في كليفلاند، اُستُخدم بشكل أساسي كنقطة على الكرة إلى الأمام، وعلى الرغم من أن ميوله في التسديد كانت موجهة نحو المحيط، فقد أثبت نفسه كأحد أفضل لاعبي كرة السلة. غالبًا ما يسبب مزيجه من السرعة، التسارع، والحجم في حدوث مشاكل في المواجهة بين الفرق المنافسة لأنه كان قادرًا على الإنهاء من قبل المدافعين الأكبر حجمًا والتغلب على المدافعين الأصغر. أصبحت هذه الصفات أكثر وضوحا في المرحلة الانتقالية، حيث طور سمعته في انتزاع كرات مرتدة دفاعية ثم هزم المنطقة السفلية للدفاع لتسليط الضوء على السلة. في هذا الوقت تقريبًا، تعرض جيمس لانتقادات متكررة لعدم امتلاكه تسديدة القفز أو ما بعد المباراة. تحاول الفرق استغلال نقاط الضعف هذه من خلال منحه مساحة في نصف الملعب وإرغامه على قبول رميات ثلاثية ورميتين طويلتين، وهي إستراتيجية اشتهر باستخدامها مدرب توتنهام جريج بوبوفيتش في نهائيات 2007، حيث تحول جيمس إلى 36 فقط. في المئة من أهدافه الميدانية في أربع مباريات.
في ميامي، غير مدرب هيت إيريك سبويلسترا دور جيمس إلى دور غير تقليدي. قضى جيمس المزيد من الوقت في التدرب وحسن اختياره للتسديد ودقته في تسديدات القفز. كما تعلم كيفية اللعب كقاطع خارج الكرة في هجوم هيت «التمريرات السعيدة». وراء هذه التحسينات، ارتفعت كفاءة التهديف الإجمالية لجيمس إلى مستويات تاريخية عظيمة. خلال هذا الوقت، وصف توم هابرشترو من إس بي إن تسديد جيمس بالرمية الحرة بأكبر نقطة ضعف له، واصفًا إياها بأنها «متوسطة». عند عودته إلى كافالييرز، بدأ جيمس يعاني من انخفاض طفيف مرتبط بالعمر في الإنتاجية، وسجل أدنى معدلاته منذ موسم المبتدئين في عامي 2015 و 2016. تراجعت تسديدته أيضًا مؤقتًا، وصنف لفترة وجيزة على أنه أسوأ رامي من اللاعبين الكبار في الدوري الأمريكي للمحترفين من خارج المنطقة المحيطة بالسلة. على الرغم من هذه التغييرات، ظل لاعبًا هجوميًا متميزًا يتغلب على الدفاعات بالتحكم في الجسم، القوة، وسرعات هجومية متفاوتة.
خلال معظم حياته المهنية، سيطر جيمس على الهجوم باعتباره المعالج الأساسي للكرة في فريقه. تعتبر قدرته على صناعة الألعاب عمومًا واحدة من مهاراته الرئيسية، ويصنفه بعض المحللين من بين أعظم المارة في تاريخ الدوري الأمريكي للمحترفين. من خلال استغلال حجمه ورؤيته والاهتمام الذي يكتسبه من دفاعات الخصم، ينشئ جيمس نقاطًا سهلة لزملائه في الفريق بمساعدة دقيقة. ينفذ تمريرات غير تقليدية، بما في ذلك بعد ترك قدميه ومن خلال حركة دفاعية. ساعد ميله الخارق للعثور على الرجل المفتوح على إجبار فرق الدوري الأمريكي للمحترفين على دمج بعض عناصر المنطقة في مخططاتهم لتغطية الجانب الضعيف من الملعب بشكل أفضل ومنع جيمس من التمرير للرماة المفتوحة. في بداية مسيرة جيمس المهنية، تعرض لانتقادات لتجاوزه في مواقف الضغط، لا سيما لتمريره بدلاً من التسديد في الثواني الأخيرة من المباريات القريبة؛ ومع ذلك، مع تقدم حياته المهنية، كان يُنظر إلى أداء القابض جيمس بشكل أكثر إيجابية.

### دفاع

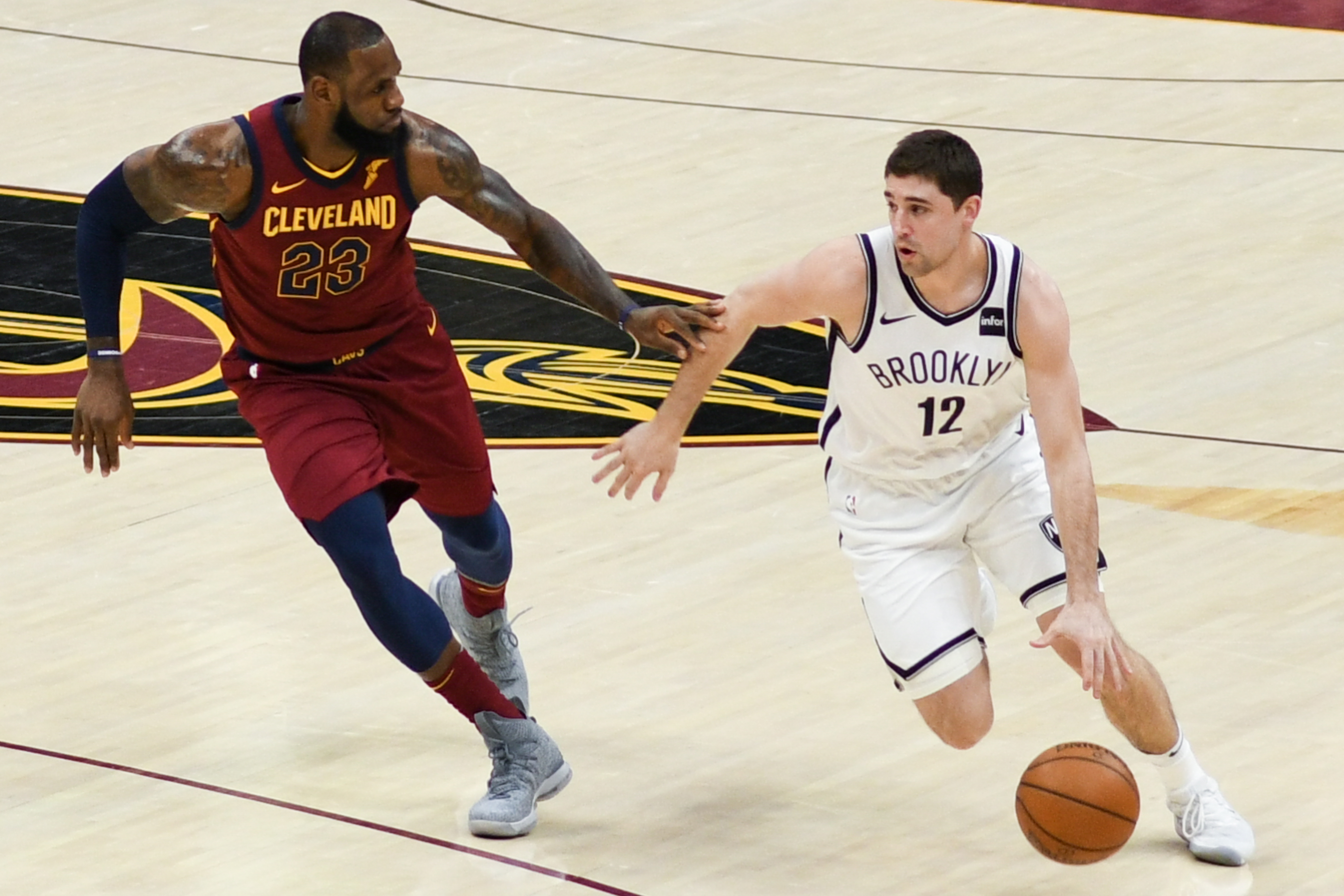
جيمس يدافع ضد جو هاريس في فبراير 2018

في بداية مسيرة جيمس في الدوري الأمريكي للمحترفين، كان يعتبر لاعبًا دفاعيًا ضعيفًا، لكنه تحسن بشكل ثابت على مر السنين. في عام 2009، أصبح ماهرًا في حجب المطاردة، والتي تتضمن القدوم من خلف الخصم في مرحلة انتقالية لمنع التسديدة. في ميامي، تطور إلى لاعب دفاعي أكثر تنوعًا، واعتمد عليه فريق هيت لحراسة المراكز الخمسة. جنبا إلى جنب مع شين باتير ودواين وايد، استخدمت ميامي جيمس في خطة دفاعية شديدة العدوانية، حيث قام جيمس بخداع الكرة للمساعدة في الداخل أو الدخول في وضع مرتد. وبدءًا من عام 2014، أفاد بعض المحللين بتراجع في تأثيره الدفاعي، ناجمًا عن نقص الجهد والانخفاضات المتوقعة المرتبطة بالعمر. خلال الفترة الثانية التي قضاها في كليفلاند، تراجع دفاعه بشكل تدريجي. بعد أن غاب عن القيادة في الهجوم، غالبًا ما تباطأ في الدفاع أثناء تقديم شكوى إلى الحكام؛ قدم مساعدة أقل على الكرة، وكان أقل عدوانية في التبديل. اعترف جيمس نفسه بأخذ عروض اللعب في بعض الأحيان، مشيرًا إلى هذا النهج على أنه «وضع الاسترخاء». طور في النهاية سمعة لرفع مستواه الدفاعي في التصفيات، والتي أشار إليها بعض المحللين باسم «البلاي أوف ليبرون».

## ميراث

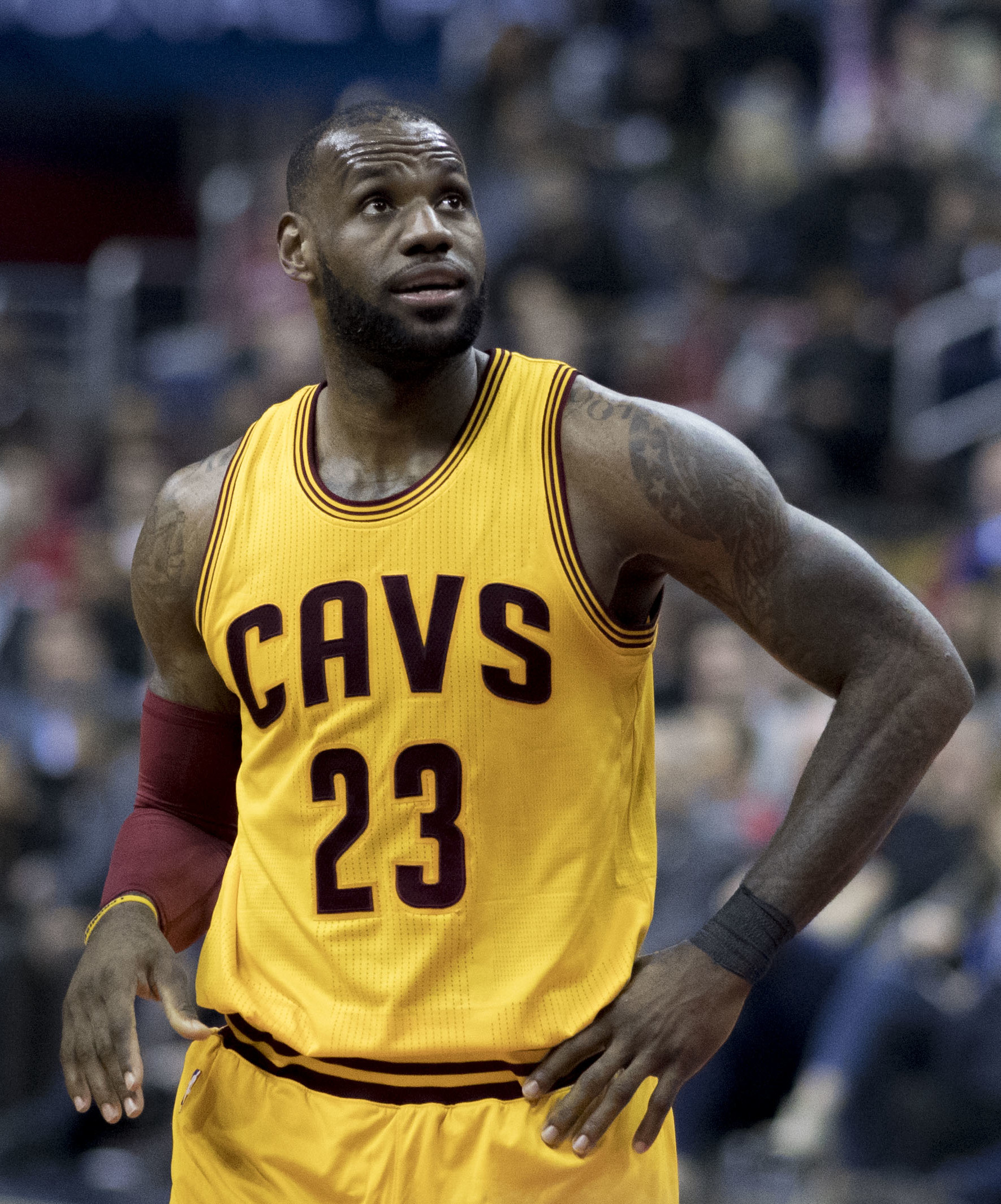
جيمس مع فريق كافالييرز في عام 2017. روى محلل الدوري الأمريكي للمحترفين، برايان ويندهورست، الذي قضى حياته المهنية في تغطية جيمس: «لم يسبق لأحد أن كان لديه نفس القدر من الضجيج الذي كان على جيمس أن يرقى إليه، وقد قدم جيمس في كل قطرة أخيرة.»

عند دخول جيمس الدوري الأمريكي للمحترفين، كان له تأثير فوري وتم التصويت له كأفضل مبتدئ لهذا العام في موسم ظهوره الأول. اعتبارًا من يونيو 2021، عُيَّن في 17 فريقًا من فرق إن بي أي، بما في ذلك 13 مرة للفريق الأول، وكلاهما من سجلات إن بي أي. جوائز اللاعب الأكثر قيمة الأربعة التي حصل عليها لا يضاهيها سوى مايكل جوردان، كريم عبد الجبار، ويلت تشامبرلين، وبيل راسل؛ جيمس ورسل هما اللاعبان الوحيدان اللذان فازا بأربع جوائز أفضل لاعب في فترة خمس سنوات. فاز جيمس أيضًا بأربع جوائز في اللاعب الأكثر قيمة في النهائيات، وهي ثاني أكثرها على الإطلاق، وحصل على تكريم فريق الجميع-دفاع في كل موسم من 2009 إلى 2014. على الرغم من أن جيمس لم يفز أبدًا بجائزة لاعب العام الدفاعي، فقد احتل المركز الثاني في التصويت مرتين وأدرجها كأحد أهدافه الرئيسية. شاركت فرقه في النهائيات عشر مرات وفازت بأربع بطولات. مشاركاته العشر في النهائيات متعادلة للمرة الثالثة على الإطلاق. انتقده بعض المحللين لعدم امتلاكه سجل نهائي أفضل، بينما رد آخرون بأن أداء جيمس كان جيدًا في العادة لكن فريقه هُزم بمنافسة متفوقة.
على أساس طول حياته المهنية وأدائه في الملعب، أدرجت المنشورات الرياضية جيمس باستمرار في تصنيفات أفضل لاعبي كرة السلة في التاريخ، وفي ديسمبر 2019، تم تسميته أفضل رياضي ذكرمن قبل أسوشيتد برس في عقد العشريات (2010–2019). بالإضافة إلى الإشادة بإنجازات جيمس في الملعب، لاحظ المحللون أيضًا تأثير جيمس على تمكين اللاعب في جميع أنحاء الدوري الأمريكي للمحترفين، والذي نبع من رغبته في تغيير الفرق أثناء الوكالة الحرة. رأى بن جوليفر من صحيفة واشنطن بوست أن انتقال جيمس إلى هيت في عام 2010 «حدد عقدًا من حركة اللاعبين»، وأنه «قلب توازن القوى بشكل أساسي بين النجوم ومنظماتهم». لاحظ لاعبو جيمس أيضًا تأثيره، مثل مهاجم ووريورز درايموند غرين، الذي قال: «لقد سيطرنا على مصيرنا. وأعتقد أن الكثير من الناس يكرهون ذلك. . . . أعتقد أن الأبواب التي فتحها للرياضيين وخاصة لاعبي كرة السلة هي أكبر إنجازاته».
تمت مناقشة جيمس  أيضًا في سياق كونه أعظم لاعب كرة سلة على الإطلاق، مما أدى إلى مقارنات متكررة مع مايكل جوردان. في مقابلة عام 2016 مع سبورتس إلوستريتيد، أقر جيمس بأن دافعه كان يتفوق على جوردان باعتباره الأعظم. في فبراير 2018، قضى موقع ذا رينغر أسبوعًا كاملاً مخصصًا للاعبين، ولخص بيل سيمونز في النهاية إلى أن جوردان لا يزال في المقدمة. في استطلاعات الرأي، احتل جيمس المرتبة الثانية بعد جوردان. ترتبط النتائج ارتباطًا وثيقًا بالعمر، حيث يختار الناخبون الأكبر سنًا جوردان بشكل أكثر شيوعًا. ديفيس وآخرون. من بيزنس إنسايدر قال: «تشير البيانات إلى أن مشجعي الدوري الأمريكي للمحترفين الأصغر سنًا والأكثر تفاعلًا يميلون إلى جيمس، لأنه لا يزال يلعب. الأجيال الأكبر سناً الذين شاهدوا جوردان يلعب ويتناغمون اليوم أقل ميلاً نحو جوردان». في إشارة إلى جيمس باعتباره أفضل منافس لمكانة جوردان باعتباره أعظم لاعب كرة سلة في كل العصور، صرح سام كوين من شبكة سي بي إس سبورتس أن «هامش الخطأ الذي يتورط فيه جوردان ضئيل للغاية» وأنه «في خطاب كرة السلة المهووس بالحلقات»، حصل جوردان على المزيد من الألقاب و«سجل نهائيات لا تشوبه شائبة يحمل وزنًا كبيرًا».

## خارج الملعب

### حياة شخصية
تزوج جيمس من حبيبته في المدرسة الثانوية سافانا برينسون في 14 سبتمبر 2013، في سان دييغو، كاليفورنيا. ولديهما ثلاثة أطفال: الأبناء بروني (مواليد 2004) وبريس (مواليد 2007) وابنته زوري (مواليد 2014).
خلال فترة عمله مع هيت، أقام جيمس في كوكونت جروف، حيث اشترى قصر بتسعة مليون دولار من ثلاثة طوابق يطل على خليج بيسكين. في نوفمبر 2015، اشترى جيمس قصرًا على طراز الساحل الشرقي تبلغ مساحته 9,350 قدمًا مربعًا (870 م2) في برينتوود، لوس أنجلوس مقابل 21 مليون دولارتقريبًا. جيمس يمتلك منزلًا آخر في برينتوود، لوس أنجلوس، اشتراه مقابل 23 مليون دولار في ديسمبر 2017.
في يناير 2009، اكتشف الأطباء في عيادة كليفلاند نموًا في الجانب الأيمن من فك جيمس. أظهرت الخزعة النتائج أن جيمس لديه ورم حميد في الفك، وتحديدا في منطقة الغدة النكفية، الأمر الذي تطلب عملية جراحية استمرت 5 ساعات لإزالة الورم في يوم 2 يونيو بعد نهاية مرحلة كليفلاند في تصفيات الدوري الأمريكي للمحترفين 2009.
في مقابلة برنامج 60 دقيقة مع المراسل ستيف كروفت التي تم بثها في 29 مارس 2009، أعلن جيمس أن كوبي براينت هو أفضل لاعب في الدوري الأمريكي للمحترفين في ذلك الوقت. في عام 2015، تحدث جيمس مع وسائل الإعلام عن أسفه لعدم اللعب ضد براينت في نهائيات الدوري الأمريكي للمحترفين لعام 2009. صرح جيمس: «لم أوقف نهايتي للصفقة في عام 2009 من أجل المعجبين، بالنسبة لنا، لكي نلتقي في النهائيات. أعلم أن العالم أراد رؤية ذلك. أردته، أردناه. لقد صمد ولم أصمد (للوصول إلى النهائي)، وأنا أكره ذلك. أكره أن ذلك لم يحدث».
أنقذ جيمس زميله في كرة السلة كارميلو أنتوني من الماء أثناء رحلة بالقوارب في جزر الباهاما مع دواين وايد وكريس بول عندما تم نقل أنتوني بعيدًا عن القارب بواسطة التيار. وصف أنتوني الحادث في جلسة بث مباشر على إنستغرام في مارس 2020.
يستثمر جيمس بكثافة في صحته، حيث يقال إنه أنفق 1.5 مليون دولار سنويًا لدفع تكاليف الطهاة والمدربين الشخصيين، فضلاً عن العلاجات الفيزيائية للشفاء. لديه نظام تمارين ثقيلة وعادات غذائية يعتبرها البعض غير نمطية للرياضيين البارزين. صرح تريستان طومسون أن جيمس يأكل الحلويات مع كل وجبة، ويقول كايل كورفر إن روتين اللياقة البدنية لجيمس لا مثيل له.
في 28 سبتمبر 2021، أكد جيمس أنه تلقى لقاح كوفيد-19.

### صورة عامة
بحلول عام 2015، اعتبر كثير من الناس جيمس، بما في ذلك زملائه لاعبي الدوري الأمريكي للمحترفين بأنه «وجه الدوري الأمريكي للمحترفين». لقد كان لآرائه تأثير كبير على الأشخاص الذين يتخذون قرارات مهمة في الدوري؛ في عام 2014، طلب من المفوض آدم سيلفر زيادة مدة استراحة مباراة كل النجوم، وتم قبول الطلب في الموسم التالي. في 13 فبراير 2015، تم انتخاب جيمس كنائب أول لرئيس الرابطة الوطنية للاعبي كرة السلة (NBPA).
طوال حياته المهنية، صنفت مجلة فوربس جيمس كواحد من أكثر الرياضيين نفوذاً في العالم، وفي عام 2017، تم إدراجه من قبل مجلة تايم كواحد من أكثر 100 شخص نفوذاً في العالم. خلال الفترة الأولى التي قضاها مع فريق كافالييرز، كان محبوبًا من قبل المشجعين المحليين، وعرضت شيرون ويليامز لافتة لجيمس عملاقة من إنتاج شركة نايك في مقرها العالمي. على الرغم من محبتهم لجيمس، كان مشجعو ونقاد كليفلاند منزعجين كثيرًا عندما كان يرتدي قبعة يانكيز عندما حضر مباريات البيسبول لكليفلاند إنديانز مقابل نيويورك يانكيز. بعد أفعاله خلال فترة الوكالة الحرة لعام 2010 والقرار تم إدراجه كواحد من أكثر الرياضيين كرهًا في الولايات المتحدة. بحلول عام 2013، تعافت صورته في الغالب وتم الإبلاغ عنه بواسطة إي إس بي إن باعتباره اللاعب الأكثر شعبية في الدوري الأمريكي للمحترفين للمرة الثانية في مسيرته. في عام 2014، حصل على لقب أكثر الرياضيين الذكور شعبية في أمريكا من خلال استطلاع هاريس. لقد قاد الدوري في مبيعات القمصان ست مرات.
مطلوبة بشدة التذكارات الرياضية المرتبطة بجيمس؛ تعد اثنتان من البطاقات المبتدئة لجيمس من بين أغلى بطاقات كرة السلة التي تم بيعها على الإطلاق في المزاد، واحتفظت إحدى هذه البطاقات لفترة وجيزة بالرقم القياسي لأغلى بطاقة رياضية في العصر الحديث عندما بيعت مقابل 1.8 مليون دولار في مزاد في يوليو 2020. حطمت بطاقة المبتدئ مايك تراوت الرقم القياسي لبطاقة العصر الحديث في الشهر التالي. تم بيع جميع القمصان التي تم ارتداؤها في لعبة إن بي أي كل-النجوم لعام 2020 من قبل إن بي أي والرابطة الوطنية لكرة السلة لجمع الأموال للأعمال الخيرية؛ بيع قميص جيمس مقابل 630 ألف دولار، مسجلاً رقماً قياسياً لقميص رياضي عصري.

### شخصية إعلامية واهتمامات تجارية
يمثل جيمس الوكيل ريتش باول من شركة كلتش سبورتس (Klutch Sports). كان وكيله الأول هو آرون جودوين، الذي تركه عام 2005 من أجل ليون روز. انضم روز إلى كرييتف أرتيست أجينسي (CAA) في عام 2007، وعمل مع زميله هنري توماس، الذي مثل دوين واين وكريس بوش، لإحضار جيمس إلى ميامي في عام 2010. غادر جيمس الوكالة من أجل باول في عام 2012.
طوال حياته المهنية، اتخذ جيمس نهجًا فريدًا لعقود الدوري الأمريكي للمحترفين، وعادة ما يختار توقيع صفقات قصيرة الأجل من أجل زيادة إمكانات أرباحه ومرونتها؛ في عام 2006، تفاوض هو وكافالييرز لمدة ثلاث سنوات بقيمة 60 مليون دولار بدلاً من أربعة أعوام كحد أقصى حيث منحه خيار البحث عن عقد جديد بقيمة أكبر من المال كوكيل حر غير مقيد بعد موسم 2010. سمحت هذه الخطوة في النهاية لجيمس ودواين وايد وكريس بوش بالتوقيع مع فريق هيت. خلال الفترة الثانية التي قضاها في كليفلاند، بناءً على إستراتيجية التفاوض التي وضعها وكيل الدوري الأمريكي للمحترفين مارك تيرميني، الذي عمل مع باول وتخصص في التفاوض على العقود والبناء، بدأ في الانسحاب وإعادة التوقيع على العقود الجديدة بعد كل موسم بالترتيب. للاستفادة من الرواتب المرتفعة الناتجة عن ارتفاع سقف الرواتب في الدوري الأمريكي للمحترفين. في عام 2016، وقع مع فريق كافالييرز في صفقة مدتها ثلاث سنوات، ليصبح اللاعب الأعلى أجرًا في الدوري للمرة الأولى في مسيرته.
وقع جيمس العديد من عقود المصادقة؛ بعض الشركات التي تعامل معها هي أوديمار بيغيه، بيتس، كوكا-كولا، دانكن براندز، ماكدونالدز، نايكي، وستيت فارم. بعد تخرجه من المدرسة الثانوية، كان هدفًا لحرب مزايدة ثلاثية بين نايكي، ريبوك، وأديداس، وقع في النهاية مع نايكي مقابل 90 مليون دولار تقريبًا. كان أداء أحذيته المميزة جيدًا لشركة نايكي. في عام 2011، أصبحت مجموعة فينواي الرياضية المسوق العالمي الوحيد لحقوقه، وكجزء من الصفقة، حصل على حصة أقلية في نادي ليفربول الإنجليزي لكرة القدم، الذي ادعى دعمه له. نتيجة لأموال المصادقة على جيمس وراتبه في الدوري الأمريكي للمحترفين، تم إدراجه كواحد من الرياضيين الأعلى أجراً في العالم. في عام 2013، تجاوز كوبي براينت كأعلى لاعب كرة سلة مدفوع الأجر في العالم، بأرباح بلغت 56.5 مليون دولار. في عام 2014، حقق جيمس ربحًا يزيد عن 30 مليون دولار كجزء من استحواذ أبل على بيتس؛ كان قد أبرم صفقة في الأصل للحصول على حصة صغيرة في الشركة في بدايتها مقابل الترويج لسماعات الرأس الخاصة بها. في عام 2015، احتل المرتبة السادسة بين الرياضيين الأعلى دخلاً، وثالث أعلى دخل في عام 2016 (بعد كريستيانو رونالدو وليونيل ميسي). صرح جيمس أنه يرغب في امتلاك فريق إن بي أي في المستقبل، وإن كان ذلك في قدرة عدم التدخل. في عام 2011، شارك جيمس في تأسيس متجر التجزئة المصمم أنّاون (UNKNWN) في ميامي، فلوريدا.
شارك جيمس والكوميدي جيمي كيميل في استضافة حفل توزيع جوائز إي إس بي واي (ESPY) لعام 2007. في الملاحقات الكوميدية الأخرى، استضاف العرض الأول للموسم 33 من ساترداي نايت لايف. لقد جرب أيضًا يده في التمثيل، حيث ظهر كضيف شرف في سلسلة إتش بي أو إنتوريّج. في عام 2015، لعب دوره في فيلم ترينريك لجود أباتو، وتلقى تقييمات إيجابية لأدائه.

### نشاط

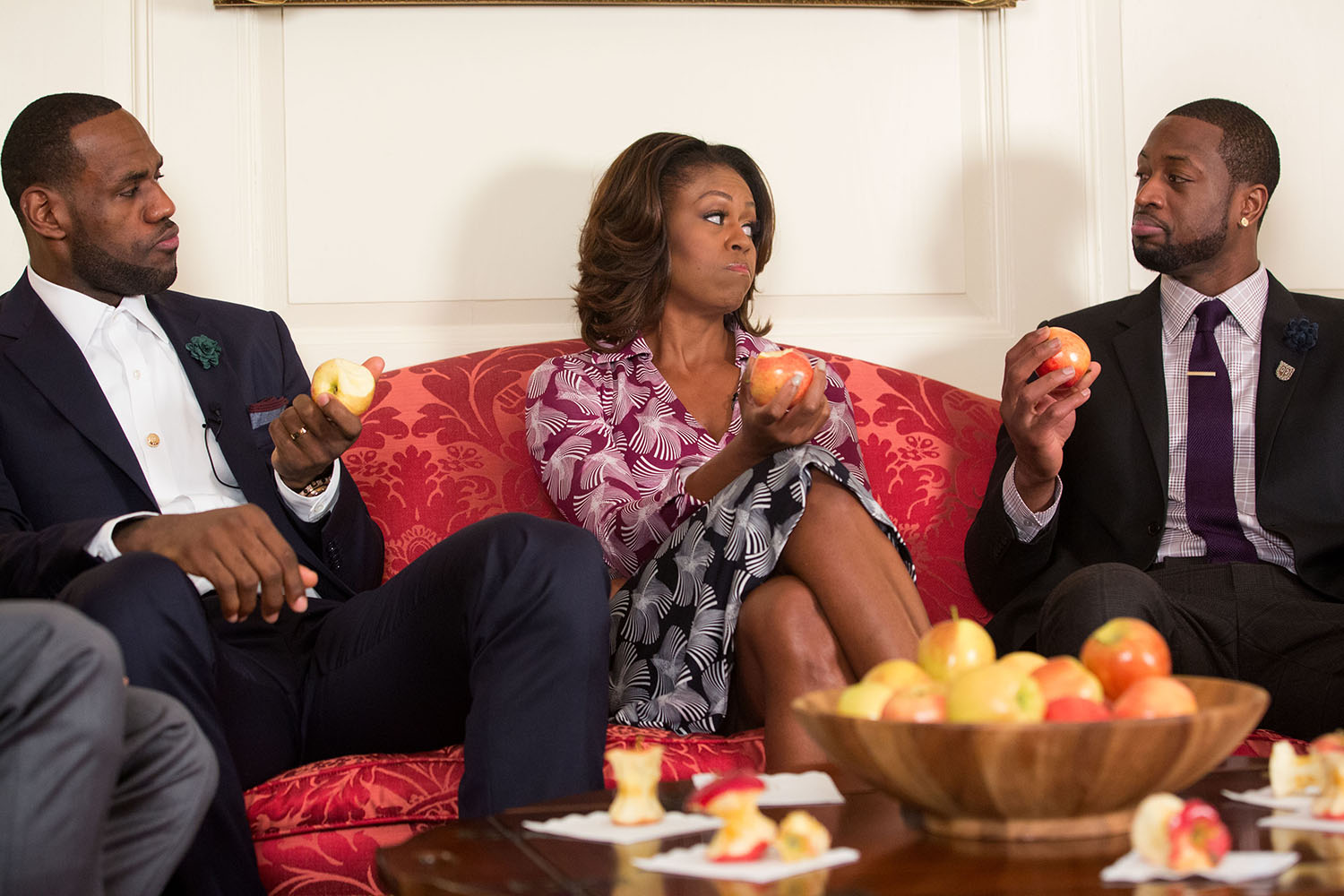
قام جيمس والسيدة الأولى ميشيل أوباما ودواين وايد بتسجيل إعلان الخدمة العامة في يناير 2014

جيمس هو مؤيد نشط للمنظمات غير الربحية، بما في ذلك أفتر سكول أول ستارز (After-School All-Stars)، بويز اند غرلز كلوبز أوف أميريكا (Boys & Girls Clubs of America)، ومنظمة الدفاع عن الأطفال. لديه أيضًا مؤسسته الخيرية الخاصة، مؤسسة عائلة ليبرون جيمس، ومقرها في أكرون. منذ عام 2005، عقدت المؤسسة دورة سنوية للدراجات الهوائية لجمع الأموال لأسباب مختلفة. في عام 2015، أعلن جيمس عن شراكة مع جامعة أكرون لتقديم منح دراسية لما يصل إلى 2300 طفل بدءًا من عام 2021. في عام 2016، تبرع بمبلغ 2.5 مليون دولار لمتحف سميثسونيان الوطني للتاريخ والثقافة الأمريكية الأفريقية لدعم وثائقي عن محمد علي. في عام 2017، حصل على جائزة جيمس والتر كينيدي للمواطنة من الرابطة الوطنية لكرة السلة لـ «خدمته المتميزة وتفانيه في خدمة المجتمع». في تشرين الثاني (نوفمبر) من نفس العام، وافق مجلس مدرسة أكرون على «مدرسة آي برومس»، وهي مدرسة ابتدائية عامة تم إنشاؤها بالشراكة مع مؤسسة ليبرون جيمس فاميلي لمساعدة طلاب المدارس الابتدائية المتعثرين على البقاء في المدرسة. ذكر جيمس لاحقًا أن هذا كان أهم إنجاز مهني له في حياته. تم افتتاح المدرسة رسميًا في 30 يوليو 2018.
طوال حياته المهنية، اتخذ جيمس مواقف بشأن القضايا المثيرة للجدل. وفي عدة مناسبات، ذكر شعوره بالالتزام بإحداث التغيير باستخدام وضعه. وتشمل هذه الحرب في دارفور، مقتل تريفون مارتن، التعليقات العنصرية لمالك الدوري الأمريكي للمحترفين السابق دونالد ستيرلنج في عام 2014، حكم مايكل براون وموت إريك غارنر. بعد حادثة عنصرية في منزله في لوس أنجلوس في عام 2017، أعرب جيمس عن أن «كونك أسودًا في أمريكا أمر صعب. لدينا طريق طويل لنقطعه لنا كمجتمع ولنا كأمريكيين من أصل أفريقي حتى نشعر بالمساواة في أمريكا.» في وقت لاحق من ذلك العام، في أعقاب مسيرة اتحدوا اليمين، تساءل جيمس عن شعار «اجعل أمريكا عظيمة مرة أخرى» وقال: «إنه لأمر محزن ما يحدث في شارلوتسفيل. هل هذا هو الاتجاه الذي يسلكه بلدنا؟ اجعل أمريكا عظيمة مرة أخرى، هاه؟ شبابنا يستحق الأفضل!!» كما وصف جيمس ترامب بأنه «متشرد» بعد أن ألغى الرئيس دعوة البيت الأبيض لستيفن كاري. خلال مقابلة عام 2018 مع الصحفي دون ليمون في سي إن إن، اتهم جيمس ترامب بمحاولة تقسيم البلاد بالرياضة، مشيرًا إلى أن «الرياضة لم تكن أبدًا شيئًا يقسم الناس، بل كانت دائمًا شيئًا يجمع شخصًا ما». وأعلن أنه «لن يجلس أمامه أبدًا. لكنني أود أن أجلس مقابل باراك [أوباما].» وردا على ذلك غرد ترامب على تويتر قائلا: «ليبرون جيمس أجرى مقابلة مع أغبى رجل على شاشة التلفزيون، دون ليمون. لقد جعل ليبرون يبدو ذكيًا، وهذا ليس بالأمر السهل.» دعم جيمس كولين كايبرنيك في أعقاب مشاركته في احتجاجات النشيد الوطني، قائلاً إنه تم إيقافه من عقد جديد في الدوري الوطني لكرة القدم، وأنه سيوظفه إذا كان يمتلك فريقًا لكرة القدم. لقد ارتدى ملابسه عدة مرات في استعراض للدعم.
في يونيو 2008، تبرع جيمس بمبلغ 20,000 دولار للجنة لانتخاب باراك أوباما كرئيس. في وقت لاحق من ذلك العام، جمع جيمس ما يقرب من 20,000 شخص في كوينز لون أرينا لمشاهدة إعلان أوباما التلفزيوني لـ قصص أمريكية، حلول أمريكية لمدة 30 دقيقة. تم عرض الإعلان على شاشة كبيرة فوق المسرح، حيث أفام جاي-زي لاحقًا حفلًا مجانيًا. في نوفمبر 2016، أيد جيمس وشن حملة لهيلاري كلينتون في الانتخابات الرئاسية لعام 2016.
في أغسطس 2020، ارتدى جيمس قبعة حمراء معدلة دعت إلى اعتقال ضباط الشرطة المتورطين في إطلاق النار على بريونا تايلور. في 19 أغسطس 2020، أعلن عن نيته تنظيم حملة لمرشح الرئاسة جو بايدن وزميلته كمالا هاريس قبل الانتخابات الرئاسية لعام 2020. تحدث جيمس مؤيدًا حركة «أكثر من تصويت» وشجع أعضاء المجتمع الأفريقي الأمريكي على التصويت. قال: «لقد تم الكذب على الناس في مجتمعنا منذ سنوات عديدة. لدينا أشخاص لديهم قناعات في الماضي، قيل لهم إنهم لا يستطيعون التصويت لأنهم حصلوا على قناعة. هذا هو قمع الناخبين».
في 21 أبريل 2021، رداً على وفاة ماخيا براينت (فتاة تبلغ من العمر 16 عامًا، قتلت من قبل شرطي في كولومبوس، أوهايو)، انتقل جيمس إلى تويتر ونشر صورة لضابط الشرطة الذي يُعتقد أنه قتل براينت بالرصاص، قائلاً: «أنت التالي #المساءلة». قام لاحقًا بحذف المنشور، موضحًا: «لقد سئمت جدًا من رؤية السود يقتَلون على أيدي الشرطة. لقد قمت بحذف التغريدة لأنها تُستخدم لخلق المزيد من الكراهية - هذا لا يتعلق بضابط واحد. يتعلق الأمر بالنظام بأكمله ويستخدمون دائمًا كلماتنا لخلق المزيد من العنصرية. أنا في أمس الحاجة إلى المزيد من المساءلة.»
في 10 نوفمبر 2021، رداً على تعرض كايل ريتنهاوس لانهيار عاطفي في المحكمة، غرد جيمس «دموع ماذا؟ ؟ ؟ ؟ ؟ لم أرى دمعة واحدة. توقف يا رجل! هذا الصبي أكل بعض رؤوس الليمون قبل أن يمشي إلى المحكمة». في 6 ديسمبر 2021، قال ريتنهاوس ردًا على ذلك «لقد كنت من مشجعي ليكرز أيضًا قبل أن يقول ذلك» و«لقد شعرت بالغضب حقًا عندما قال ذلك، لأنني أحببت ليبرون وبعد ذلك كنت مثل، أنت تعرف ما هو أنت ليبرون».

## إحصائيات مهنية

### موسم عادي
| السنة    | الفريق             | لعب   | بدأ   | دقيقة | ميداني% | ثلاثية | حرة  | ارتداد | صنع   | استلاب | تصدي | نقطة  |
| -------- | ------------------ | ----- | ----- | ----- | ------- | ------ | ---- | ------ | ----- | ------ | ---- | ----- |
| 2003–04  | كليفلاند كافالييرز | 79    | 79    | 39.5  | .417    | .290   | .754 | 5.5    | 5.9   | 1.6    | .7   | 20.9  |
| 2004–05  | كليفلاند كافالييرز | 80    | 80    | 42.4* | .472    | .351   | .750 | 7.4    | 7.2   | 2.2    | .7   | 27.2  |
| 2005–06  | كليفلاند كافالييرز | 79    | 79    | 42.5  | .480    | .335   | .738 | 7.0    | 6.6   | 1.6    | .8   | 31.4  |
| 2006–07  | كليفلاند كافالييرز | 78    | 78    | 40.9  | .476    | .319   | .698 | 6.7    | 6.0   | 1.6    | .7   | 27.3  |
| 2007–08  | كليفلاند كافالييرز | 75    | 74    | 40.4  | .484    | .315   | .712 | 7.9    | 7.2   | 1.8    | 1.1  | 30.0* |
| 2008–09  | كليفلاند كافالييرز | 81    | 81    | 37.7  | .489    | .344   | .780 | 7.6    | 7.2   | 1.7    | 1.1  | 28.4  |
| 2009–10  | كليفلاند كافالييرز | 76    | 76    | 39.0  | .503    | .333   | .767 | 7.3    | 8.6   | 1.6    | 1.0  | 29.7  |
| 2010–11  | ميامي هيت          | 79    | 79    | 38.8  | .510    | .330   | .759 | 7.5    | 7.0   | 1.6    | .6   | 26.7  |
| 2011–12  | ميامي هيت          | 62    | 62    | 37.5  | .531    | .362   | .771 | 7.9    | 6.2   | 1.9    | .8   | 27.1  |
| 2012–13  | ميامي هيت          | 76    | 76    | 37.9  | .565    | .406   | .753 | 8.0    | 7.3   | 1.7    | .9   | 26.8  |
| 2013–14  | ميامي هيت          | 77    | 77    | 37.7  | .567    | .379   | .750 | 6.9    | 6.4   | 1.6    | .3   | 27.1  |
| 2014–15  | كليفلاند كافالييرز | 69    | 69    | 36.1  | .488    | .354   | .710 | 6.0    | 7.4   | 1.6    | .7   | 25.3  |
| 2015–16  | كليفلاند كافالييرز | 76    | 76    | 35.6  | .520    | .309   | .731 | 7.4    | 6.8   | 1.4    | .6   | 25.3  |
| 2016–17  | كليفلاند كافالييرز | 74    | 74    | 37.8* | .548    | .363   | .674 | 8.6    | 8.7   | 1.2    | .6   | 26.4  |
| 2017–18  | كليفلاند كافالييرز | 82*   | 82*   | 36.9* | .542    | .367   | .731 | 8.6    | 9.1   | 1.4    | .9   | 27.5  |
| 2018–19  | لوس أنجلوس ليكرز   | 55    | 55    | 35.2  | .510    | .339   | .665 | 8.5    | 8.3   | 1.3    | .6   | 27.4  |
| 2019–20  | لوس أنجلوس ليكرز   | 67    | 67    | 34.6  | .493    | .348   | .693 | 7.8    | 10.2* | 1.2    | .5   | 25.3  |
| 2020–21  | لوس أنجلوس ليكرز   | 45    | 45    | 33.4  | .513    | .365   | .698 | 7.7    | 7.8   | 1.1    | .6   | 25.0  |
| 2021–22  | لوس أنجلوس ليكرز   | 56    | 56    | 37.2  | .524    | .359   | .756 | 8.2    | 6.2   | 1.3    | 1.1  | 30.3  |
| مسيرة    | مسيرة              | 1,366 | 1,365 | 38.2  | .505    | .346   | .734 | 7.5    | 7.4   | 1.6    | .8   | 27.1  |
| أول-ستار | أول-ستار           | 18    | 18    | 28.2  | .515    | .308   | .725 | 6.0    | 5.8   | 1.2    | .4   | 22.9  |

### تصفيات
| السنة | الفريق             | لعب | بدأ | دقيقة | ميداني% | ثلاثية | حرة  | ارتداد | صنع | استلاب | تصدي | نقطة |
| ----- | ------------------ | --- | --- | ----- | ------- | ------ | ---- | ------ | --- | ------ | ---- | ---- |
| 2006 ‏ | كليفلاند كافالييرز | 13  | 13  | 46.5  | .476    | .333   | .737 | 8.1    | 5.8 | 1.4    | .7   | 30.8 |
| 2007 ‏ | كليفلاند كافالييرز | 20  | 20  | 44.7  | .416    | .280   | .755 | 8.1    | 8.0 | 1.7    | .5   | 25.1 |
| 2008 ‏ | كليفلاند كافالييرز | 13  | 13  | 42.5  | .411    | .257   | .731 | 7.8    | 7.6 | 1.8    | 1.3  | 28.2 |
| 2009 ‏ | كليفلاند كافالييرز | 14  | 14  | 41.4  | .510    | .333   | .749 | 9.1    | 7.3 | 1.6    | .9   | 35.3 |
| 2010 ‏ | كليفلاند كافالييرز | 11  | 11  | 41.8  | .502    | .400   | .733 | 9.3    | 7.6 | 1.7    | 1.8  | 29.1 |
| 2011 ‏ | ميامي هيت          | 21  | 21  | 43.9  | .466    | .353   | .763 | 8.4    | 5.9 | 1.7    | 1.2  | 23.7 |
| 2012 ‏ | ميامي هيت          | 23  | 23  | 42.7  | .500    | .259   | .739 | 9.7    | 5.6 | 1.9    | .7   | 30.3 |
| 2013 ‏ | ميامي هيت          | 23  | 23  | 41.7  | .491    | .375   | .777 | 8.4    | 6.6 | 1.8    | .8   | 25.9 |
| 2014 ‏ | ميامي هيت          | 20  | 20  | 38.2  | .565    | .407   | .806 | 7.1    | 4.8 | 1.9    | .6   | 27.4 |
| 2015 ‏ | كليفلاند كافالييرز | 20  | 20  | 42.2  | .417    | .227   | .731 | 11.3   | 8.5 | 1.7    | 1.1  | 30.1 |
| 2016 ‏ | كليفلاند كافالييرز | 21  | 21  | 39.1  | .525    | .340   | .661 | 9.5    | 7.6 | 2.3    | 1.3  | 26.3 |
| 2017 ‏ | كليفلاند كافالييرز | 18  | 18  | 41.3  | .565    | .411   | .698 | 9.1    | 7.8 | 1.9    | 1.3  | 32.8 |
| 2018 ‏ | كليفلاند كافالييرز | 22  | 22  | 41.9  | .539    | .342   | .746 | 9.1    | 9.0 | 1.4    | 1.0  | 34.0 |
| 2020  | لوس أنجلوس ليكرز   | 21  | 21  | 36.3  | .560    | .370   | .720 | 10.8   | 8.8 | 1.2    | .9   | 27.6 |
| 2021  | لوس أنجلوس ليكرز   | 6   | 6   | 37.3  | .474    | .375   | .609 | 7.2    | 8.0 | 1.5    | .3   | 23.3 |
| مسيرة | مسيرة              | 266 | 266 | 41.5  | .495    | .337   | .740 | 9.0    | 7.2 | 1.7    | .9   | 28.7 |

## جوائز وتكريمات
الدوري الأمريكي للمحترفين

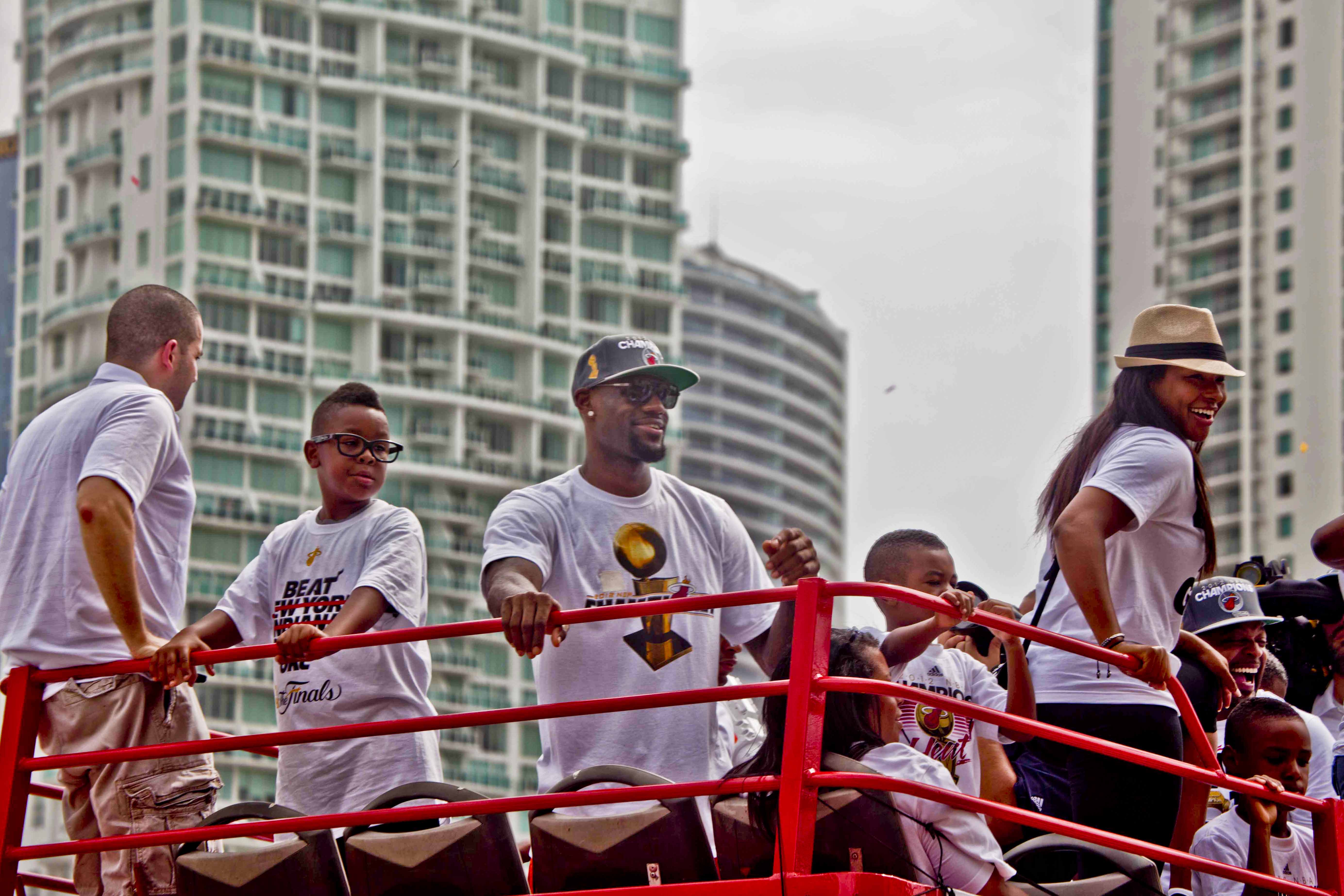
جيمس (في الوسط) يحتفل خلال موكب بطولة هيت لعام 2012

- 4 × بطل الدوري الأمريكي للمحترفين: 2012، 2013، 2016، 2020
- 4 × نهائيات الدوري الأمريكي للمحترفين، اللاعب الأكثر قيمة: 2012، 2013، 2016، 2020
- 4 × أفضل لاعب في الدوري الأمريكي للمحترفين: 2009، 2010، 2012، 2013
- 17 × إن بي أي أول ستار: 2005، 2006، 2007، 2008، 2009، 2010، 2011، 2012، 2013، 2014، 2015، 2016، 2017، 2018، 2019، 2020، 2021
- 3 × إن بي أي أول ستار إم في بي: 2006، 2008، 2018
- 17 × اختيار أول-إن بي أي:
  - 13 × الفريق الأول: 2006، 2008، 2009، 2010، 2011، 2012، 2013، 2014، 2015، 2016، 2017، 2018، 2020
  - 3 × الفريق الثاني: 2005، 2007، 2021
  - الفريق الثالث: 2019
- 6 × اختيار إن بي أي أول-ديفنس:
  - 5 × الفريق الأول: 2009، 2010، 2011، 2012، 2013
  - الفريق الثاني: 2014
- إن بي أي صاعد السنة: 2004
- إن بي أي أول روكي: 2004
- إن بي أي زعيم التهديف: 2008
- إن بي أي صانع الأهداف: 2020
- 3 × إن بي أي قائد الدقائق: 2007، 2017، 2018
- جائزة جيمس والتر كينيدي للمواطنة: 2017
- فريق إن بي أي الذكرى 75

منتخب كرة السلة الأمريكي
- 2 × الميدالية الذهبية الأولمبية: 2008، 2012
- الفائز بالميدالية البرونزية الأولمبية 2004
- الفائز بالميدالية البرونزية في بطولة العالم لكرة السلة لعام 2006
- الفائز بالميدالية الذهبية بطولة أمم الأمريكتين 2007
- 2012 رياضي السنة في الولايات المتحدة الأمريكية
- لافتة تذكارية في أمريكان إيرلاينز أرينا (فاز بالميدالية الذهبية لعام 2012 كعضو في ميامي هيت)

المدرسة الثانوية
- 2003 بطل وطني
- 3 × بطل أو إتش إس أي أي: 2000، 2001، 2003
- 2003 نايسميث الإعدادية لاعب العام[215]
- عدد 2 السيد/كرة السلة الأمريكية: 2002، 2003
- 2 × جاتوريد لاعب العام 2002، 2003
- 2 × يو إس أي توداي لاعب المدرسة الثانوية لعام 2002، 2003
- 3 × أوهايو سيد كرة سلة: 2001، 2002، 2003
- 3 × فريق يو إس أي توداي أول-يو إس أي الأول: 2001، 2002، 2003
- 2 × موكب لاعب الثانوية لعام: 2002، 2003
- 2003 أفضل لاعب لماكدونالدز[216]
- 2003 مدرسة ماكدونالدز الثانوية لعموم أمريكا[217]
- 2003 ماكدونالدز أول أمريكان غيم، اللاعب الأكثر قيمة
- 2003 إي أي سبورت كرة مستديرة كلاسيكية، اللاعب الأكثر قيمة[218]
- 2003 ماركة جوردان الكلاسيكية، اللاعب الأكثر قيمة [218]
- رقم 23 المتقاعد سانت فنسنت سانت. ماري[219]
- سانت فنسنت - سانت. ماري هول أوف فيم (دفعة 2011)[220]
- سانت فنسنت - سانت. ملعب مدرسة ماري بيتي لكرة السلة يسمى ليبرون جيمس أرينا[221]

نادي ليفربول (مالك جزئي)
- 2011–12 الفائز بكأس رابطة الأندية الإنجليزية المحترفة
- بطل دوري أبطال أوروبا 2018–19
- الفائز بكأس السوبر الأوروبي 2019
- الفائز بفيفا كأس العالم للأندية 2019
- بطل الدوري الإنجليزي الممتاز 2019–20

إعلام
- أسوشيتد برس رياضي العقد (2010)
- 4 × أسوشيتد برس رياضي العام (2013، 2016، 2018، 2020)[222]
- 3 × شخصية رياضية في سبورتس إليسترايتد (2012، 2016، 2020)[223][224]
- 2012 سبورتينغ نيوز رياضي العام[225]
- 3 × سبورتينغ نيوز إن بي أي اللاعب الأكثر قيمة (2006، 2009، 2010)[226][227]
- 2004 سبورتينغ نيوز مبتدئ العام[228]
- سبورتس إليسترايتد إن بي أي فريق العقد (2000)[229]
- 2 × حزام هيكوك: 2012، 2013
- 19 × الفائز بجائزة إي إس بي واي في فئات مختلفة (15 فردًا، أربعة كجزء من فريق)[230]
- 2020 تايم رياضي العام

جوائز صورة إن أي أي سي بي
- 2017 جائزة جاكي روبنسون
- 2021 جائزة الرئيس

جوائز إيمي الرياضية
- فيلم وثائقي رياضي طويل رائع لعام 2020 (كمنتج تنفيذي واتس ماي نيّم؟ - محمد علي الجزء الأول)[231]
- 2021 سلسلة رياضية رائعة ومعدلة (كمنتج تنفيذي لذا شوب أننرابت (The Shop: Uninterrupt)) [232]

دولة/محلي
- 6 × جوائز كليفلاند الرياضية للرياضيين المحترفين للعام: 2004، 2005، 2006، 2009، 2015، 2016[233]
- إعادة تسمية شارع الجنوب الرئيسي في وسط مدينة آكرون إلى طريق كينغ جيمس[234]
- لافتة تذكارية من ستة طوابق في وسط مدينة أكرون[234]
- ظهور على لوحة جدارية مستوحاة من سبيس جام في أكرون بالقرب من جامعته (سانت فنسنت سانت ماري) ومدرسته آي برومس (I Promise)[235]
- ظهورعلى لوحة جدارية «كليفلاند هي السبب» في وسط مدينة كليفلاند (مع شخصيات بارزة أخرى في منطقة كليفلاند)[236]
- خزانات فخرية في مرافق كرة القدم وكرة السلة بولاية أوهايو[237][238]

## فيلموغرافيا

### فيلم
| عام        | عنوان                                          | دور         | ملحوظات         |
| ---------- | ---------------------------------------------- | ----------- | --------------- |
| 2008       | مور ذان أي غيم                                 | نفسه        |                 |
| 2009       | سكوير روتس: ذا ستوري أوف سبونج بوب سكوير بانتس | نفسه        |                 |
| 2015       | ترينريك                                        | نفسه        |                 |
| 2018       | سمول فوت                                       | جوانجي      | دور صوتي        |
| 2021       | سبيس جام: إرث جديد                             | نفسه        | منتج أيضا       |
| يحدد لاحقًا | بلاك آيس                                       | لم يعلن بعد | المنتج التنفيذي |

### تلفاز
| عام           | عنوان                                                  | دور         | ملحوظات                             |
| ------------- | ------------------------------------------------------ | ----------- | ----------------------------------- |
| 2004          | زوجتي وأطفالي                                          | نفسه        | الحلقة: "أوتبريك مونكي"             |
| 2005          | عائلة سمبسون                                           | نفسه        | الحلقة: "هومر اند نيد ماري باس"     |
| 2007          | ساترداي نايت لايف                                      | نفسه        | الحلقة: "ليبرون جيمس/كانييه ويست"   |
| 2009          | إنتوريّج                                                | نفسه        | الحلقة: "أعط قليلا"                 |
| 2009          | سبونج بوب سكويربانتس                                   | نفسه        | الحلقة: "سبونج بوبز تروث أور سكوير" |
| 2011–2014     | ليبرونز                                                | نفسه        | دور رئيسي                           |
| 2015          | سرفايفر ريمورس                                         | نفسه        | الحلقة: "الشجاعة"                   |
| 2016          | تين تايتنز غو!                                         | نفسه        | الحلقة: "ذا كرول غيغلينغ غول"       |
| 2018–حتى الآن | ذا شوب                                                 | مُقدم        | منتج تنفيذي                         |
| 2020          | نتخرج معًا: أمريكا تكرم طلاب المدارس الثانوية لعام 2020 | مُقدم        | منتج تنفيذي                         |
| 2020          | سيلف ميّد                                               | لم يعلن بعد | منتج تنفيذي                         |

## وصلات خارجية
- ليبرون جيمس على موقع IMDb (الإنجليزية)
- ليبرون جيمس على موقع ميتاكريتيك (الإنجليزية)
- ليبرون جيمس على موقع الموسوعة البريطانية (الإنجليزية)
- ليبرون جيمس على موقع روتن توميتوز (الإنجليزية)
- ليبرون جيمس على موقع ألو سيني (الفرنسية)
- ليبرون جيمس على موقع ميوزك برينز (الإنجليزية)
- ليبرون جيمس على موقع أول موفي (الإنجليزية)
- ليبرون جيمس على موقع إن إن دي بي (الإنجليزية)
- ليبرون جيمس على موقع ديسكوغز (الإنجليزية)
- ليبرون جيمس على موقع قاعدة بيانات الفيلم (الإنجليزية)
- ليبرون جيمس على موقع الاتحاد الدولي لكرة السلة (الإنجليزية)
- ليبرون جيمس على موقع إن بي أي (الإنجليزية)
- ليبرون جيمس على موقع سبورتس رفرنس (الإنجليزية)
- ليبرون جيمس على موقع كرة السلة الأوروبية.كوم (الإنجليزية)
- ليبرون جيمس على موقع DraftExpress.com (الإنجليزية)
- ليبرون جيمس على موقع إي إس بي إن.كوم (الإنجليزية)
- ليبرون جيمس على موقع ريلجم (الإنجليزية)
- ليبرون جيمس على موقع بروبوليرز (الإنجليزية)
- ليبرون جيمس على موقع سبورتس رفرنس (الإنجليزية)
- ليبرون جيمس على موقع اللجنة الأولمبية الدولية (الإنجليزية)
- الموقع الرسمي
- ليبرون جيمس في NBA.com